# Coppa Italia 2010-2011 (hockey in-line)
La Coppa Italia 2010-2011 è stata la 12ª edizione della principale coppa nazionale italiana di hockey in-line. È stata disputata dal 4 settembre al 30 novembre 2010. 
I Pirati Civitavecchia si sono aggiudicati il trofeo per la prima volta nella sua storia sconfiggendo in finale il Milano Quanta.

## Partite

### Ottavi di finale
| Squadra 1            | Risultato | Squadra 2            |
| -------------------- | --------- | -------------------- |
| 4 e 5 settembre 2010 |           |                      |
| Cittadella           | 2 - 4     | Ferrara              |
| Invicta Modena       | n.d.      | Polet Trieste        |
| Monleale             | 7 - 5     | Ghosts Padova        |
| Diavoli Vicenza      | 4 - 7     | Pirati Civitavecchia |

### Quarti di finale
- Gare di andata: 11 e 12 settembre 2010
- Gare di ritorno: 18 e 19 settembre 2010

| Squadra 1            | Totale  | Squadra 2     | Andata | Ritorno |
| -------------------- | ------- | ------------- | ------ | ------- |
| Ferrara              | 12 - 10 | Edera Trieste | 3 - 4  | 9 - 6   |
| Milano Quanta        | 7 - 4   | Polet Trieste | 6 - 3  | 1 - 1   |
| Monleale             | 10 - 11 | Asiago Vipers | 5 - 2  | 5 - 9   |
| Pirati Civitavecchia | 14 - 5  | Lions Arezzo  | 6 - 2  | 8 - 3   |

### Semifinali
- Gare di andata: 25 e 26 settembre 2010
- Gare di ritorno: 3 e 4 ottobre 2009

| Squadra 1     | Totale  | Squadra 2            | Andata | Ritorno |
| ------------- | ------- | -------------------- | ------ | ------- |
| Ferrara       | 7 - 10  | Milano Quanta        | 3 - 5  | 4 - 5   |
| Asiago Vipers | 10 - 18 | Pirati Civitavecchia | 5 - 6  | 5 - 12  |

### Finale
- Gare di andata: 2 novembre 2010
- Gare di ritorno: 30 novembre 2010

| Squadra 1            | Totale | Squadra 2     | Andata | Ritorno |
| -------------------- | ------ | ------------- | ------ | ------- |
| Pirati Civitavecchia | 13 - 6 | Milano Quanta | 6 - 2  | 7 - 4   |